# Graciela Daniele
Graciela Daniele (sinh ngày 8 tháng 12 năm 1939) là một vũ công, biên đạo múa, và giám đốc nhà hát người Mỹ gốc Argentina.

## Tiểu sử
Sinh ra ở Buenos Aires, Argentina đến Raúl Daniele và Rosa del Carmen Almoina. Sau khi bố mẹ ly hôn, mẹ cô có một công việc thư ký cho chính phủ Argentina. Sau đó, mẹ cô trở thành một nữ diễn viên.
Daniele bắt đầu đào tạo khiêu vũ từ năm 7 tuổi tại Teatro Colón, Argentina tương đương với Nhà hát Bolshoi của Moscow. Sau đó, cô chuyển đến Paris để tiếp tục học múa ba lê, và khi còn sống ở đó đã tham dự một buổi biểu diễn của West Side Story, với vũ đạo nguyên bản của Jerome Robbins. Bị choáng ngợp bởi cách nhảy là một phần không thể thiếu trong cách kể chuyện, cô quyết định chuyển đến thành phố New York để học nhạc jazz và nhảy hiện đại, những phong cách mà cô cảm thấy là tốt nhất để thể hiện cảm xúc của con người trên sân khấu.
Là một nghệ sĩ biểu diễn, Daniele xuất hiện lần đầu trên sân khấu Broadway trong What Makes Sammy Run? năm 1964 Cô đã học với Martha Graham và Merce Cickyham khi làm việc với những ngôi sao sáng như Bob Fosse, Agnes de Mille và Michael Bennett, người đã thuê cô để giúp anh ta với Follies năm 1971. Lần đầu tiên của cô với tư cách là một biên đạo múa chính thức là sự hồi sinh năm 1979 của tác phẩm The Most Happy Fella.
Daniele đã làm việc với Woody Allen trong ba bộ phim Mighty Aphrodite, Everyone Says I Love You và Bullets Over Broadway.
Ngoài công việc ở thành phố New York, nơi cô đã biên đạo cho vở ballet Tây Ban Nha và làm giám đốc cư trú tại Trung tâm Lincoln, Daniele đã chỉ đạo và/hoặc biên đạo các vở nhạc kịch, opera và khiêu vũ trên khắp Hoa Kỳ.
Cô đã chỉ đạo và/hoặc biên đạo một số vở nhạc kịch của Lynn Ahrens và Stephen Flaherty, bao gồm, gần đây nhất, The Glorious Ones (2007) và Dessa Rose (2005) tại Nhà hát Off-Broadway Mitzi E. Newhouse tại Trung tâm Lincoln. Cô đã chỉ đạo và/hoặc biên đạo một số vở nhạc kịch của Michael John LaChiusa Off-Broadway, gần đây nhất là Bernarda Alba (2006) và Little Fish (2003). Năm 1991, cô là người đầu tiên chỉ đạo hai vở nhạc kịch một vở kịch March of the Falsettos và Falsettoland của William Finn như một buổi tối của nhà hát, cho Công ty Sân khấu Hartford. Sự kết hợp này đã phát triển và trở thành phim âm nhạc Falsettos.
Năm 2005, Daniele được giới thiệu vào Sảnh Nhà hát danh vọng của Mỹ.